# Златар (Болгарія)
Злата́р (болг. Златар) — село в Шуменській області Болгарії. Входить до складу общини Великий Преслав.

## Населення
За даними перепису населення 2011 року у селі проживали 1032 особи.
Національний склад населення села:
| Національність   | Кількість осіб | Відсоток |
| ---------------- | -------------- | -------- |
| болгари          | 397            | 39,6%    |
| турки            | 303            | 30,2%    |
| цигани           | 294            | 29,3%    |
| Всього відповіли | 1003           |          |

Розподіл населення за віком у 2011 році:
Динаміка населення: